# نقره‌ای و سیاه (فیلم تولید نشده)
نقره‌ای و سیاه (به انگلیسی: Silver & Black) یک فیلم ابرقهرمانی آمریکایی است که بر اساس شخصیت‌های مارول کامیکس سیلور سیبل و گربه سیاه ساخته شده‌است. قرار بود این فیلم توسط کلمبیا پیکچرز با همکاری مارول ساخته شود و توسط Sony Pictures Releasing توزیع شود. این فیلم قرار بود قسمتی از دنیای مرد عنکبوتی سونی باشد، با کارگردانی جینا پرینس-بایتوود از روی فیلمنامه ای که او با لیزا جوی، کریس یوست و تیم نویسندگی لیندسی بیر و ژنو رابرتسون-دورت نوشت.
گربه سیاه برای اولین بار در فیلمی با مرد عنکبوتی بدون تولید ۴ قرار گرفت، قبل از اینکه در مرد عنکبوتی شگفت‌انگیز ۲ (۲۰۱۴) معرفی شود. توسعه اسپین آف ابرقهرمانی زن از سری فیلم‌های مرد عنکبوتی برای اولین بار در اکتبر ۲۰۱۴ آغاز شد. تا مارس ۲۰۱۷، قرار بود این فیلم دارای گربه سیاه و سمور نقره ای با نوشتن Yost باشد. Prince-Bythewood در ماه مه به آن ملحق شد و قرار است فیلمبرداری آن در آتلانتا، جورجیا و مکزیک انجام شود. کار پیش تولید آغاز شد و شاهزاده بایتوود قصد داشت یک بازیگر سیاهپوست را برای یکی از نقش‌های اصلی انتخاب کند. با این حال، کارگردان از فیلمنامه فیلم ناراضی بود که منجر به تأخیر نامحدود در تولید شد در حالی که او و سونی پروژه را دوباره توسعه دادند.
در ژوئیه ۲۰۱۸، پرینس-بایتوود تصمیم گرفت که یک اقتباس از کتاب کمیک متفاوت، The Old Guard را کارگردانی کند و یک ماه بعد سونی فیلم Silver & Black را لغو کرد. استودیو شروع به ساخت دو فیلم انفرادی جدید کرد که بر روی هر یک از شخصیت‌های عنوان تمرکز داشتند و انتظار می‌رود که شاهزاده-بایتوود به عنوان تهیه‌کننده در هر دو پروژه باقی بماند. تا ژانویه ۲۰۲۰، سونی به جای آن پروژه را به عنوان یک سریال تلویزیونی توسعه داد. ژوئیه همان سال، پرینس-بایتوود برای بازگشت به پروژه پس از انتشار The Old Guard ابراز علاقه کرد.

## زمینه
در دسامبر ۲۰۰۹، فیلیسیا هاردی، شخصیت کامیکس مارول، قرار بود در مرد عنکبوتی ۴ معرفی شود و آن هاتاوی برای ایفای این نقش مورد بررسی قرار گرفت. جولیا استایلز، ریچل مک آدامز و رومولا گارای نیز در نظر گرفته شدند. کارگردان سام ریمی می‌خواست این شخصیت را به سمتی متفاوت از کمیک‌ها سوق دهد که در آن او تبدیل به سارق گربه معروف به گربه سیاه می‌شود. در عوض، رایمی می‌خواست او را به یک ابرشرور به نام کرکس و جان مالکوویچ تبدیل کند تا با جان مالکوویچ در نقش کرکس شریک شود. ماه بعد، سونی اعلام کرد که فرنچایز مرد عنکبوتی پس از اینکه ریمی تصمیم گرفت دیگر دنباله‌های مستقیم مرد عنکبوتی ۳ (۲۰۰۷) را دنبال نکند، دوباره راه‌اندازی می‌شود. در ژانویه ۲۰۱۳، فلیسیتی جونز در حال مذاکره برای پیوستن به دومین فیلم از سری ریبوت، مرد عنکبوتی شگفت‌انگیز ۲ (۲۰۱۴) در نقش هاردی بود. این شخصیت در فیلم شخصیت گربه سیاه را به خود نمی‌گیرد.
در دسامبر ۲۰۱۳، سونی اعلام کرد که قصد دارد از مرد عنکبوتی شگفت‌انگیز ۲ استفاده کند تا جهان گسترش یافته خود را بر اساس ویژگی‌های مارول که استودیو حقوق فیلم آن را داشت، ایجاد کند. آوی آراد و مت تولماچ این فیلم‌ها را به‌عنوان بخشی از یک اعتماد مغزی فرانچایز تولید می‌کنند که شامل الکس کورتزمن، روبرتو اورسی، جف پینکنر، اد سولومون و درو گدارد، و همچنین مرد عنکبوتی شگفت‌انگیز (۲۰۱۲) و عنکبوتی شگفت‌انگیز می‌شود. -مارک وب کارگردان Man 2. با این حال، پس از عملکرد ضعیف The Amazing Spider-Man 2 و با سونی «تحت فشار فوق العاده ای برای اجرای که باعث شد آنها به مهم‌ترین فرنچایز خود نگاه کنند»، مسیر دنیای مشترک جدید دوباره مورد بررسی قرار گرفت. ساخت یک فیلم اسپین‌آف ابرقهرمانی زن که در جهان گسترش‌یافته اتفاق می‌افتد آغاز شده بود، با نوشتن فیلمنامه لیزا جوی و اکران آن در سال ۲۰۱۷. شخصیت‌های بالقوه ای که در این فیلم حضور خواهند داشت عبارتند از هاردی، سیلور سیبل، گیج کننده، فایر استار و زن عنکبوتی. تا اکتبر ۲۰۱۴، فیلم برنامه‌ریزی‌شده با عنوان کاری سقف شیشه‌ای شناخته می‌شد و قرار بود یک فیلم گروهی با بیش از یکی از شخصیت‌های ابرقهرمان زن مرتبط با کمیک‌های مرد عنکبوتی باشد. در ژانویه ۲۰۱۵، جونز ابراز علاقه کرد که نقش هاردی را مجدداً بازی کند و جنبه گربه سیاه این شخصیت را بررسی کند، اما اظهار داشت که هیچ برنامه‌ای برای انجام این کار وجود ندارد. ماه بعد، سونی و مارول استودیوز همکاری جدیدی را اعلام کردند که منجر به تولید فیلم بعدی مرد عنکبوتی برای سونی و ادغام این شخصیت در دنیای سینمایی مارول خواهد شد. سونی همچنان قصد داشت فیلم‌های اسپین آف از جمله فیلم ابرقهرمانی زن را تولید کند، اما این کار را بدون دخالت مارول انجام می‌داد. با وجود این، فیلم اسپین آف‌های نوامبر ۲۰۱۵. لغو شد

## توسعه
هنگامی که سونی در مارس ۲۰۱۷ اسپین آف مرد عنکبوتی را با شخصیت ونوم احیا کرد، تصور می‌شد که این شرکت در یک اسپین آف ابرقهرمانی زن نیز «سریع کار می‌کند» و کریس یوست فیلمنامه جوی را بازنویسی می‌کند. تولماچ و ایمی پاسکال قرار بود این فیلم را تولید کنند که هم Silver Sable و هم Black Cat در آن حضور دارند. این فیلم در دنیای مشترک خود سونی، دنیای مرد عنکبوتی سونی، اتفاق می‌افتد و با فیلم مرد عنکبوتی: بازگشت به خانه (۲۰۱۷) استودیو مارول تلاقی نمی‌کند.
جینا پرینس-بایتوود در می ۲۰۱۷ برای کارگردانی قرارداد امضا کرد و نام رسمی آن نقره ای و سیاه شد. امیلی کارمایکل نیز برای کارگردانی این فیلم در نظر گرفته شده بود. پرنس-بایتوود که از طرفداران فیلم‌های ژانر پرهزینه است، علیرغم پیشنهادهایی مبنی بر عدم علاقه کارگردانان زن به کار روی چنین پروژه‌هایی، قصد داشت چنین فیلمی را بازی کند. او در آن زمان روی پروژه دیگری متمرکز بود، اما وقتی فیلمنامه Silver & Black توسط سونی به او نشان داده شد، بلافاصله «فیلم را در سر [خود] دید» و به جای آن تصمیم گرفت این فیلم را دنبال کند. پرنس-بایتوود توانست در جلساتی که با استودیو داشت، در مورد دیدگاه خود برای این پروژه مشخص کند و گفت: «در آن جلسات هیجان انگیز بود زیرا هر چیزی که من در مورد آن صحبت می‌کردم، آنها دوست داشتند.» انتظار می‌رفت که فیلمبرداری Silver & Black در اواخر سال ۲۰۱۷ آغاز شود.

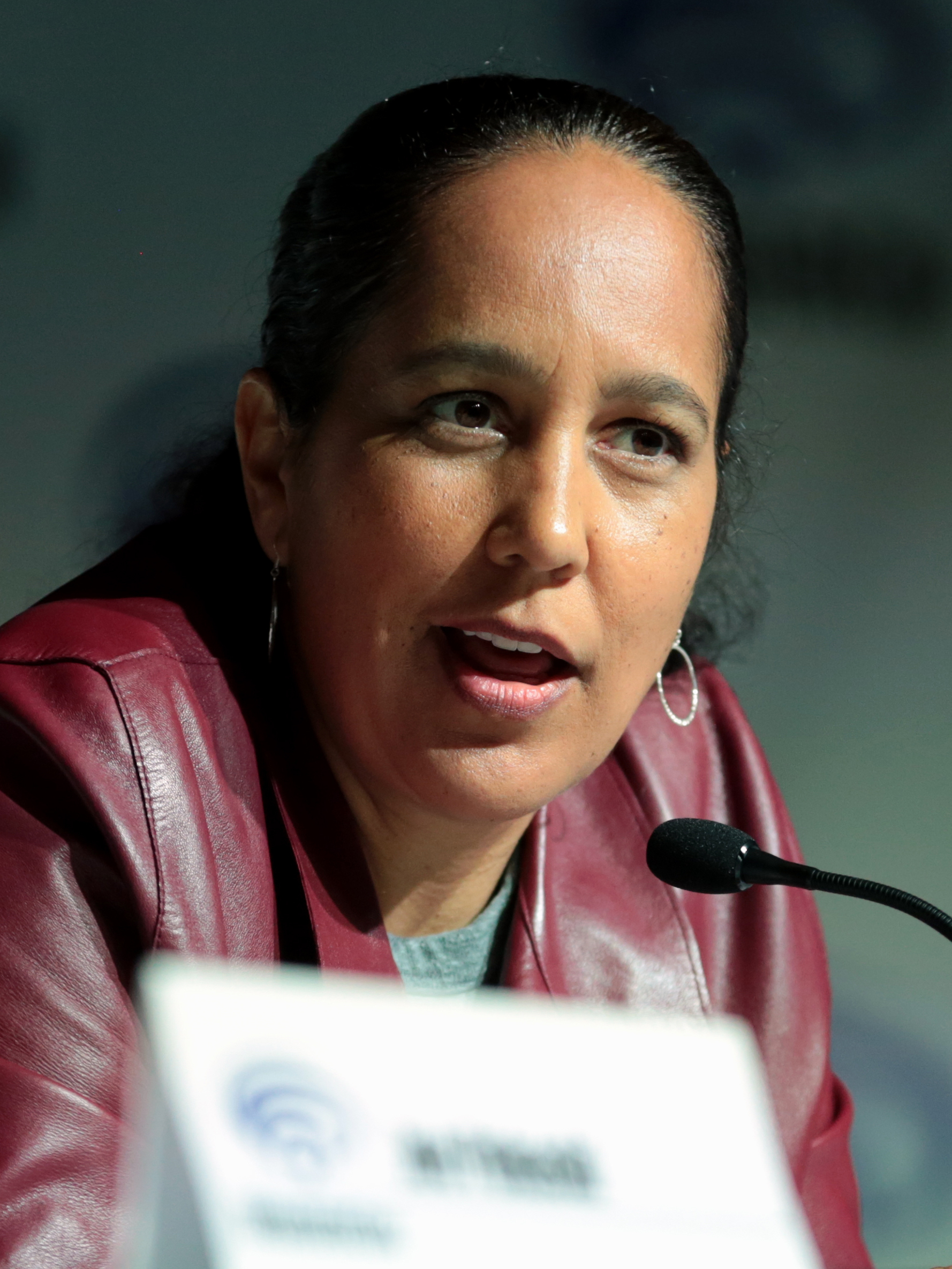
جینا پرینس-بایتوود برای کارگردانی این فیلم و همکاری در فیلمنامه در می ۲۰۱۷ ملحق شد.

در ژوئن ۲۰۱۷، پاسکال گفت که سونی اکنون قصد دارد فیلم‌های جدید مبتنی بر مارول خود را در «همان دنیایی» مانند Spider-Man: Homecoming به نمایش بگذارد و آنها را «ضمیمه» آن دنیا توصیف کرد. او گفت که Silver & Black با ونوم ارتباط خواهد داشت، و پتانسیل حضور مرد عنکبوتی تام هالند در هر دو فیلم وجود دارد. در آن زمان، پرینس-بایتوود خودش در حال نوشتن پیش نویس جدیدی از فیلمنامه بود، و برنامه‌ریزی صحنه‌های بصری و موسیقی فیلم را آغاز کرده بود، که امیدوار بود به زودی انتخاب بازیگران را آغاز کند. پرنس-بایتوود از فیلم ابرقهرمانی پتی جنکینز Wonder Woman (2017) الهام گرفته شده بود که بلافاصله پس از امضای قرارداد او برای کارگردانی Silver & Black اکران شد. پرنس-بایتوود چندین بار با جنکینز ملاقات کرد تا دربارهٔ Wonder Woman صحبت کند و در مورد کارگردانی یک فیلم ابرقهرمانی زن با بودجه کلان مشاوره بگیرد.
در ماه جولای، سانفورد پانیچ، رئیس کلمبیا پیکچرز توضیح داد که سونی علاقه‌ای به تولید «فیلم‌های کمیک‌بوک معمولی» ندارد و به دنبال این است که به هر فیلم در MU سبک متمایز بدهد. نقره‌ای و سیاه در مقایسه با تلما و لوئیس (۱۹۹۱) و دویدن نیمه‌شب (۱۹۸۸) یک فیلم دوستانه تاریک در نظر گرفته می‌شد. Prince-Bythewood می‌خواست «داستان دو زن آسیب دیده را که با یکدیگر در جنگ هستند، اما برای زنده ماندن به یکدیگر نیاز دارند» را بررسی کند و خاطرنشان کرد که هر دو شخصیت با مرگ والدین خود در کمیک‌ها تسخیر شده‌اند. این فیلم به‌طور رسمی در ۸ فوریه ۲۰۱۹ با شخصیت‌های شرور آفتاب‌پرست، سنگ قبر و رتیل در نظر گرفته شد. در دسامبر، روث ای. کارتر پس از انجام این کار برای پلنگ سیاه مارول (۲۰۱۸) به عنوان طراح صحنه و لباس پیوست و کریستی زیا به عنوان طراح تولید در ژانویه ۲۰۱۸ قرارداد امضا کرد.
همچنین در ژانویه ۲۰۱۸، انتظار می‌رفت تولید این فیلم از ۵ مارس ۲۰۱۸ آغاز شود و تا اواسط ژوئن ادامه یابد. فیلمبرداری قرار بود در ابتدا در آتلانتا، جورجیا، با عنوان کاری سه مرزی انجام شود. فیلمبرداری اضافی قرار بود در مکزیک انجام شود که تصور می‌شود برای صحنه‌هایی باشد که منطقه مرزی سه‌گانه در مرز برزیل، آرژانتین و پاراگوئه را به تصویر می‌کشد. لیندسی بیر و ژنو رابرتسون-دورت پیش نویس جدیدی از فیلمنامه را تا اواسط فوریه ۲۰۱۸ نوشته بودند که آن را برای پرداخت به پرنس-بایتوود تحویل داده بودند. در آن زمان، پرینس-بایتوود به دنبال صحنه‌ها و لباس‌های فیلم، مکان‌های جستجو، سکانس‌های اکشن داستانی، و شروع به کار با تیم جلوه‌های بصری بود.

## تأخیر نامحدود
برنامه‌ریزی برای شروع فیلمبرداری در پایان فوریه برای مدت نامعلومی به تعویق افتاد زیرا شاهزاده-بایتوود هنوز از فیلمنامه راضی نبود. کارهای پیش‌تولید اضافی، مانند طراحی صحنه و لباس، نیز تا پایان بازنویسی به تعویق افتاد و کارتر توضیح داد که «منتظر دریافت سیگنال» است که می‌تواند کار روی فیلم را ادامه دهد. در ماه مه، پرنس-بایتوود گفت که "واقعا به دنبال انجام کاری متفاوت در ژانر [ابرقهرمانی] است"، و می‌خواهد این دو شخصیت را از کمیک‌ها ارتقا دهد و "آنها را در دنیا به نمایش بگذارد." او اضافه کرد که اگرچه هر دو شخصیت در کمیک سفید هستند، اما او قصد داشت با انتخاب یک بازیگر سیاهپوست در یکی از نقش‌های اصلی، با این نقش بازی کند و می‌خواست «یک زن سیاه‌پوست خوب را در آن ژانر روی صفحه نمایش دهد». در پایان ماه، پرینس-بایتوود هنوز روی فیلمنامه کار می‌کرد و توضیح داد که «همه چیز از فیلمنامه شروع می‌شود. شما باید یک فیلمنامه عالی داشته باشید، بنابراین ما می‌خواهیم قبل از ورود به آن مطمئن شویم که درست است." مدت کوتاهی پس از آن، در آغاز ژوئن، سونی فیلم را از تاریخ اکران فوریه ۲۰۱۹ حذف کرد و فعالانه به دنبال تاریخ جدیدی برای اکران فیلم شد که بتواند بازنویسی‌های جدید و شروع تولید را به تأخیر بیندازد.
شاهزاده-بایتوود در ژوئن ۲۰۱۸ در مورد نقش خود به عنوان کارگردان اپیزود آزمایشی سریال Marvel's Cloak & Dagger گفت که از اینکه وارد دنیای مارول شده‌است هیجان زده‌است و با انجام «چیزهای جالب و خلاقانه» با تلویزیون مارول که می‌تواند آن را یادگرفته است. سپس به «جعبه شنی بزرگتر» فیلم‌ها اعمال کنید. او تعهد خود را به «گفتن یک داستان خوب» تکرار کرد و به همین دلیل تصمیم گرفت فیلمبرداری را تا زمانی که از فیلمنامه راضی نباشد به تعویق بیندازد. کارگردان اضافه کرد که اگر فیلمنامه هنوز آماده نباشد، ممکن است قبل از فیلمبرداری Silver & Black، تولید پروژه دیگری را آغاز کند. یک ماه بعد، او در امضا برای هدایت اقتباسی دیگر از کتاب‌های کمیک، گارد قدیمی، که به آغاز فیلمبرداری تا پایان سال ۲۰۱۸. تعیین شد پس از به تعویق انداختن کارش برای Silver & Black، شاهزاده بایتوود در نهایت دو سال طول کشید تا The Old Guard را توسعه دهد و تکمیل کند. کارگردان بعداً موفقیت خود را در فیلم The Old Guard به خاطر کارش در Silver & Black نسبت داد و معتقد بود که او فقط به دلیل زمانی که برای دومی صرف کرده‌است فرصت کارگردانی اولی را پیدا کرده‌است و اضافه کرد که او درس‌های زیادی در مورد ساخت آن آموخته‌است. یک فیلم با بودجه کلان در حالی که در حال توسعه Silver & Black بود که او توانست از آن برای ساخت The Old Guard استفاده کند.
در آگوست ۲۰۱۸، سونی رسماً بازی Silver & Black را لغو کرد و قصد داشت در عوض پروژه را به عنوان دو فیلم انفرادی جداگانه با تمرکز بر هر یک از شخصیت‌های عنوان، بازسازی کند. در آن زمان تصمیم رسمی گرفته نشده بود، اما انتظار نمی‌رفت که شاهزاده بایتوود کارگردانی هیچ‌یک از فیلم‌های جدید را بر عهده بگیرد. یک ماه بعد، از Tolmach در مورد پیشرفت پروژه Silver & Black سؤال شد و تصمیم سونی برای لغو و بازسازی فیلم را تأیید نکرد و فقط گفت که آنها «هنوز روی فیلمنامه کار می‌کنند». ابتدا انتظار می‌رفت که یک فیلم انفرادی با تمرکز بر گربه سیاه بسازد، زیرا سونی معتقد بود که او «به اندازه کافی شخصیت خودش را دارد با یک پس زمینه عالی و موادی که می‌تواند از آن برای توجیه فیلم خود استفاده کند.» پس از آن فیلم Silver Sable ساخته خواهد شد. پرنس-بایتوود همچنان به عنوان تهیه‌کننده درگیر خواهد بود و سونی قاطعانه بر این بود که کارگردان زن دیگری جایگزین او شود.
تونی وینسیکورا، رئیس Sony Pictures Entertainment در مارس ۲۰۱۹ فاش کرد که دنیای مرد عنکبوتی سونی با مجموعه‌ای از شخصیت‌های Marvel که به‌طور خاص توسط Sony Pictures Television ساخته شده‌اند و شریک شبکه‌ای که هنوز مشخص نشده‌است، به تلویزیون گسترش خواهد یافت. تا ژانویه ۲۰۲۰، یکی از این مجموعه‌ها نسخه ای از Silver & Black بود. Prince-Bythewood در آوریل ۲۰۲۰ این موضوع را تأیید کرد و توضیح داد که ابتدا قرار بود این دو شخصیت در یک فیلم با هم باشند قبل از اینکه سونی تصمیم بگیرد که این دو شخصیت را به فیلم‌های خودشان تقسیم کند و سپس تصمیم دیگری گرفته شد تا به آنها بگوید. داستان با یک سریال محدود بالقوه که او پیشنهاد کرد می‌تواند در دیزنی + منتشر شود. پرینس-بایتوود اظهار داشت که ترجیح او این است که هر دو شخصیت را در یک فیلم سینمایی قرار دهد و او همچنان امیدوار بود که بتواند روزی آن فیلم را بسازد.
Prince-Bythewood در ژوئیه ۲۰۲۰ اظهار داشت که پس از اکران The Old Guard در آن ماه به بحث با سونی در مورد Silver & Black بازخواهد گشت. او اضافه کرد که می‌خواهد این فیلم از دیگر فیلم‌های مارول «خارج‌کننده‌تر» باشد و گفت: «این یک سؤال بود که تا کجا می‌توانم آن را در دنیای مارول پیش ببرم». او همچنین احساس می‌کرد که در طول کار بر روی فیلمنامه، دلیلی ارگانیک برای حضور Black Cat و Silver Sable در فیلمی طراحی کرده‌اند و می‌خواست این دو شخصیت را در کنار هم نگه دارد. پرنس-بایتوود در مورد تأثیر فیلم‌های موفق مرد عنکبوتی بر این پروژه گفت: "یک سوال وجود دارد که آیا واقعاً می‌توانید این فیلم‌ها را با مرد عنکبوتی که در آنها نباشد داشته باشید؟"